# Mike Le Mare
Michael John "Mike" Le Mare, né le 31 octobre 1938 et mort le 19 octobre 2020, est un ingénieur du son américain. Il a été nommé aux Oscars pour le meilleur son et le meilleur montage sonore pour le film Das Boot.

## Biographie
Né peu de temps avant la Seconde Guerre mondiale, en 1938, Le Mare commence sa carrière au début des années 1960. Il fait notamment ses débuts dans les équipes techniques cinématographiques en 1960 avec un film de Federico Fellini, La dolce vita, devenu un classique. Il y est assistant des ingénieurs du son. Avec Blow Up de Michelangelo Antonioni, il participe en 1966 à un autre classique de ces mêmes années 1960, une décennie importante dans l'histoire du cinéma. En 1983, il reçoit deux nominations aux Oscars pour Das Boot, dans les catégories «Meilleur son» et «Meilleur montage sonore». Les deux prix ont cependant été attribués à E.T., l'extra-terrestre de Steven Spielberg cette année-là,.
Il collabore sur une longue durée avec le réalisateur John Frankenheimer. Entre 1989 et 2002, il  travaille sur dix de ses films, à commencer par Dead Bang, La Quatrième Guerre, ou encore Ronin . Il est membre de GBFE (Guilde des éditeurs de films britanniques). Il se retire de l'industrie cinématographique en 2006, la dernière œuvre à laquelle il participe étant Whirlygirl (cy).

## Filmographie (sélection)
- 1960 : La dolce vita
- 1966 : Blow-Up
- 1967 : Le Cercle de sang
- 1972 : L'Île au trésor
- 1978 : La Cible étoilée
- 1981 : Das Boot
- 1984 : L'Histoire sans fin
- 1984 : Terminator
- 1985 : Enemy
- 1988 : Bloodsport
- 1990 : La Quatrième Guerre
- 1993 : Body Snatchers
- 1996 : L'Île du docteur Moreau
- 1998 : Ronin
- 2003 : 11:14